# Дабеция
Дабеция (лат. Daboecia) — род растений семейства Вересковые.
Род назван в честь ирландского святого Дабеока.

## Ареал
Виды рода Дабеция встречаются в западной Ирландии, западной Франции, северо-западной Испании, Португалии и на Азорских островах.

## Биологическое описание
Растения с белыми, розовыми и красными цветками различных оттенков. Листья очередные.

## Виды
По информации базы данных The Plant List, род включает 2 вида:
- Daboecia azorica Tutin & E. F. Warb.
- Daboecia cantabrica (Huds.) K. Koch